# Шевнин, Нил Иванович
Нил Иванович Шевнин (1772—1824) — генерал-майор, герой Фридландского сражения.

## Биография
Родился в 1772 году. В службу вступил в 1-й флотский батальон в 1789 году подпрапорщиком.
В 1797 году переведён в чине капитана в лейб-гвардии Гренадерский полк. В 1802 году произведён в майоры.
В 1805 году Шевнин находился в Австрии и сражался с французами под Аустерлицем. В кампании 1806—1807 годов в Восточной Пруссии Шевнин находился в сражениях под Гуттштадтом, Гейльсбергом и при Фридланде, где был ранен в живот пулей и контужен; за отличие награждён орденами св. Георгия 4-й степени (№ 881 по кавалерскому списку Судравского и № 1973 по списку Григоровича — Степанова) и «Pour le mérite».
В 1807 году Шевнин был с производством в подполковники переведён в лейб-гвардии Семёновский полк и в 1808 и 1809 годах участвовал в кампаниях против Швеции, был при взятии города Умео, а при возвращении из Швеции через Кваркен он состоял командующим Семёновским полком.
20 октября 1811 года Шевнин был назначен командиром 3-го морского полка и 7 ноября того же года произведён в полковники. В Отечественную войну он в делах не был, поскольку с полком находился в Санкт-Петербурге на караулах и занимался подготовкой пополнения для действующей армии.
30 августа 1816 года он был произведён в генерал-майоры и назначен командиром 3-й бригады 12-й пехотной дивизии (по другим данным — 24-й пехотной дивизии),
29 мая 1821 года он был назначен командиром лейб-гвардии Финляндского полка, каковую должность занимал до самой смерти, последовавшей 8 сентября 1824 года в Санкт-Петербурге; похоронен на Смоленском православном кладбище.